# Szpalta (poligrafia)
Szpalta stosowana w krajarkach papieru (gilotynach) w drukarniach czy introligatorniach to listwa podnożowa, na której opiera się ostrze noża po przecięciu stosu papieru. Dzięki szpalcie nóż przecina wszystkie arkusze docierając do szpalty, w którą lekko się zagłębia, przez co szpalta ulega zużyciu i się ją wymienia. Szpalta wykonywana jest z drewna lub tworzywa sztucznego o różnej twardości. Jej wielkość i kształt jest zależny od rodzaju krajarki. 